# Williams FW44
O Williams FW44 é o modelo de carro de Fórmula 1 projetado e desenvolvido pela Williams para a disputa do Campeonato Mundial de Fórmula 1 de 2022. Era pilotado por Nicholas Latifi e Alexander Albon, que estavam no terceiro e no primeiro anos na equipe, respectivamente. Nyck de Vries participou do Grande Prêmio da Itália com o FW44, substituindo Albon devido ao piloto anglo-tailandês sofrer de apendicite. O chassi foi o primeiro chassis da Williams sob os regulamentos técnicos de 2022 e o primeiro a ser desenvolvido totalmente por novos proprietários, Dorilton Capital, com Jost Capito no comando.

## Resultados da equipe na temporada de 2022
| Pos | Piloto          | Nu. | BAR | ARA | AUS | EMI | MIA | ESP | MON | AZE | CAN | GBR | AUT | FRA | HUN | BEL | PBS | ITA | SIN | JAP | EUA | MEX | SP | ABU | Pts | Pts da Equipe | Pos da Equipe |
| --- | --------------- | --- | --- | --- | --- | --- | --- | --- | --- | --- | --- | --- | --- | --- | --- | --- | --- | --- | --- | --- | --- | --- | -- | --- | --- | ------------- | ------------- |
| 19  | Alexander Albon | 23  | 13  | 14† | 10  | 11  | 9   | 18  | Ret | 12  | 13  | Ret | 12  | 13  | 17  | 10  | 12  | NL  | Ret | Ret | 13  | 12  | 15 | 13  | 4   | 8             | 10º           |
| 20  | Nicholas Latifi | 6   | 16  | Ret | 16  | 16  | 14  | 16  | 15  | 15  | 16  | 12  | Ret | Ret | 18  | 18  | 18  | 15  | Ret | 9   | 17  | 18  | 16 | 19† | 2   | 8             | 10º           |
| 21  | Nyck de Vries   | 45  |     |     |     |     |     |     |     |     |     |     |     |     |     |     |     | 9   |     |     |     |     |    |     | 2   | 8             | 10º           |